# Diskografie skupiny Katapult
Diskografie skupiny Katapult sestává z 10 studiových, 5 koncertních a 6 kompilačních alb, 18 singlů, jednoho soundtrackového singlu z filmu Hon na kočku, 2 DVD, 1 boxsetu a jedné spolupráce na singlech zpěváka Viktora Sodomy.

## Studiová alba
| Rok vydání | Podrobnosti o albu                                                                   |
| ---------- | ------------------------------------------------------------------------------------ |
| 1980       | 2006 - Nahráno: květen 1979 - Vydavatelství: Supraphon                               |
| 1986       | Rock de Luxe - Nahráno: 1986 - Vydavatelství: Supraphon                              |
| 1989       | …a co Rock 'n' Roll !!! - Nahráno: 1989 - Vydavatelství: Supraphon                   |
| 1990       | Taste of Freedom - Nahráno: 1990 - Vydavatelství: Supraphon                          |
| 1995       | Chodníkový blues - Nahráno: březen 1995 - Vydavatelství: Monitor-EMI                 |
| 1999       | Konec srandy - Nahráno: únor–květen 1999 - Vydavatelství: Monitor-EMI                |
| 2005       | Všechno nebo nic - Nahráno: prosinec 2004 – březen 2005 - Vydavatelství: Monitor-EMI |
| 2010       | Radosti života - Nahráno: 2010 - Vydavatelství: Supraphon                            |
| 2016       | Kladivo na život - Nahráno: 2015–2016 - Vydavatelství: Warner Music Group            |
| 2023       | Nostalgia - Nahráno: únor–listopad 2022 - Vydavatelství: Warner Music Group          |

## Koncertní alba
| Rok vydání | Podrobnosti o albu                                                                             |
| ---------- | ---------------------------------------------------------------------------------------------- |
| 1978       | Katapult - Nahráno: 31. října 1977 – 1. listopadu 1977 - Vydavatelství: Supraphon              |
| 1988       | Pozor, rock! Live 1988 - Nahráno: říjen 1987 – leden 1988 - Vydavatelství: Supraphon           |
| 2000       | Zlatá deska – 25 let live - Nahráno: duben–srpen 2000 - Vydavatelství: Monitor-EMI             |
| 2005       | Long Live - Nahráno: 21. září 2005 - Vydavatelství: Monitor-EMI                                |
| 2012       | Made in Rock 'n' Roll (Live Futurum Praha) - Nahráno: listopad 2011 - Vydavatelství: Supraphon |

## Kompilační alba
| Rok vydání | Podrobnosti o albu                                                      |
| ---------- | ----------------------------------------------------------------------- |
| 1991       | Hit Abum (SP 1976–1988) - Nahráno: 1976–1988 - Vydavatelství: P&R       |
| 1994       | Hit Album 2 (SP 1976–1989) - Nahráno: 1976–1989 - Vydavatelství: P&R    |
| 2002       | Hit Album 3 (1990–2000) - Nahráno: 1975–2000 - Vydavatelství: EMI       |
| 2006       | Grand Greatest Hits - Nahráno: 1976–2005 - Vydavatelství: Supraphon     |
| 2012       | 50 let hraju rock! 1963–2013 - Nahráno: 1976–2011 - Vydavatelství: EMI  |
| 2018       | Essential/Zlatá kolekce - Nahráno: 1976–2018 - Vydavatelství: Supraphon |

## Singly

### Katapult
| Rok vydání | Podrobnosti o singlu                                                                                                 |
| ---------- | --- |
| 1976       | "Půlnoční závodní dráha"/Lesní manekýn" - Vydáno: 5. května 1976 - Vydavatelství: Supraphon                          |
| 1976       | "Tichá pošta"/"Já nesnídám sám" - Vydáno: 20. září 1976 - Vydavatelství: Supraphon                                   |
| 1977       | "Vlaky v hlavě"/"Nalaď si život do C dur" - Vydáno: 3. června 1977 - Vydavatelství: Supraphon                        |
| 1977       | "Nebreč, kdyby za to stál"/"Hlupák váhá" - Vydáno: 5. prosince 1977 - Vydavatelství: Supraphon                       |
| 1978       | "Katapult"/"Blues" - Vydáno: 23. prosince 1978 - Vydavatelství: Supraphon                                            |
| 1979       | "Až"/"Svobodárna" - Vydáno: 1. října 1979 - Vydavatelství: Supraphon                                                 |
| 1985       | "Motorka"/"Signál "Odjezd"" - Vydáno: 13. března 1985 - Vydavatelství: Panton                                        |
| 1986       | "Každý kluk"/"Máš na boku chmýří" - Vydáno: 13. března 1986 - Vydavatelství: Supraphon                               |
| 1986       | "Někdy příště"/"Na to zapomeň" - Vydáno: 28. srpna 1986 - Vydavatelství: Supraphon                                   |
| 1986       | "Ty jsi tedy povaha"/"Žil jsem jako boxer" - Vydáno: 31. srpna 1986 - Vydavatelství: Supraphon                       |
| 1987       | "Inzerát"/"Modrý z nebe" - Vydáno: 3. července 1987 - Vydavatelství: Supraphon                                       |
| 1988       | "Třináctá komnata"/"Rock and Roller" - Vydáno: 5. května 1988 - Vydavatelství: Supraphon                             |
| 1989       | "Spolkneme hada"/"V tomhle nejedu" - Vydáno: 10. června 1989 - Vydavatelství: Supraphon                              |
| 1990       | "All I Want Is A Change"/"Get It High" (zpěv: Robbie Hurley) - Vydáno: 30. listopadu 1990 - Vydavatelství: Supraphon |
| 2000       | "S tebou nebo bez tebe" (CD promo) - Vydáno: 2000 - Vydavatelství: Monitor - EMI                                     |
| 2005       | "Až...2006!" (CD promo) - Vydáno: 2005 - Vydavatelství: Monitor - EMI                                                |
| 2011       | "Made in Rock 'n' Roll"/"...Oči..." - Vydáno: 18. května 2011 - Vydavatelství: Katapult Records                      |
| 2016       | "Kladivo na život"/"Čím starší, tím mladší" - Vydáno: 23. května 2016 - Vydavatelství: Katapult Records              |
| 2018       | „Sonet 66“ - Vydáno: 18. května 2018 - Vydavatelství: Katapult Records                                               |
| 2020       | „Zahrajem Vám rokenrol!“ - Vydáno: 24. března 2020 - Vydavatelství: Katapult Records                                 |

### Oldřich Říhaa Katapult
| Rok vydání | Podrobnosti o singlu                                                                                 |
| ---------- | --- |
| 1983       | „Diskomóda“/„Král pasáže“ - Vydáno: 20. prosince 1983 - Vydavatelství: Supraphon                     |
| 1984       | „Zítra“/„Smutná nevěsta“ - Vydáno: 5. května 1984 - Vydavatelství: Supraphon                         |
| 1984       | „Zas někam pospíchám“/„Láska na první dotek“ - Vydáno: 17. července 1984 - Vydavatelství: Supraphon  |
| 1985       | „Nesmíš dát jenom na zdání“/„Obyčejnej rokenrol“ - Vydáno: 13. února 1985 - Vydavatelství: Supraphon |

### Viktor Sodomaa Katapult
| Rok vydání | Podrobnosti o singlu                                              |
| ---------- | ----------------------------------------------------------------- |
| 1976       | „Salón krásy“/„Snad jsem to já“ - Vydavatelství: Supraphon        |
| 1976       | „To chce krém“/„Kdybych měl to štěstí“ - Vydavatelství: Supraphon |
| 1976       | „Móda“/„A to nás láká“ - Vydavatelství: Supraphon                 |

## Soundtrack
| Rok vydání | Podrobnosti o singlu                                                               |
| ---------- | ---------------------------------------------------------------------------------- |
| 1979       | „Maturant“/„Jsou špatný dny“ - Vydáno: 1. prosince 1979 - Vydavatelství: Supraphon |

## DVD
| Rok vydání | Podrobnosti o albu                                                                  |
| ---------- | ----------------------------------------------------------------------------------- |
| 2005       | Long Live - Natočeno: 21. září 2005 - Vydavatelství: Monitor-EMI                    |
| 2013       | Tisíce a jedné noci - Natočeno: 28. července 2012 - Vydavatelství: Katapult Records |

## Boxsety
| Rok vydání | Podrobnosti o albu                                                                                               |
| ---------- | --- |
| 2018       | Super Silver Edition Limited Box - Nahráno: 31. října 1977 – 1. listopadu 1977 - Vydavatelství: Katapult Records |